# Singapores nationaldag
Singapores nationaldag firas den 9 augusti varje år till minne av Singapores självständighet från Malaysia 1965. Man firar med parader, tal av Singapores premiärminister, och fyrverkerier.